# 続・組織暴力
『続・組織暴力』（ぞく・そしきぼうりょく）は、1967年6月29日に公開された日本映画、製作は東映。前作『組織暴力』の続編で、前作同様に監督は佐藤純彌、主演は丹波哲郎。

## あらすじ
兵頭五郎は、表面上は一般企業でありながら、その実態は暴力組織である銀座商事を創設し、同地区を縄張りとする他の暴力組織と度々抗争を繰り広げていた。北川警部は、兵頭一味が外国人の経営する賭場を襲撃した機会を逃さず兵頭を逮捕したが、政界にも顔を利かせている兵頭を上からの圧力で止むを得ず釈放する。

## スタッフ
- 監督: 佐藤純彌
- 脚本：石松愛弘
- 企画：俊藤浩滋、矢部恒、栗山富郎
- 撮影：仲沢半次郎
- 音楽：佐藤勝
- 編集：田中修

## 出演者
- 丹波哲郎: 北川警部
- 渡辺文雄: 兵頭五郎
- 谷隼人: 杉井
- 待田京介: 石上
- 内田良平: 榊伸作
- 山本麟一: 中西刑事
- 室田日出男: 沢井刑事
- 水島道太郎 : 権堂耕太郎
- 八名信夫: 白木
- 曽根晴美: 里眼鏡
- 河合絃司: 警察署長
- 植田灯孝: 寺木
- エリック・ニールセン: マイク
- ゲオルギ・ウルフ: 用心棒
- 南風洋子:
- 国景子:
- 近藤宏: 榊組幹部Ａ
- 今井健二: 中川
- 露口茂: 田沢
- 金子信雄: 部長
- 安藤昇: 国崎健司

## 併映作品
- 『北海遊侠伝』